# Премия Европейской киноакадемии 1997
European Film Awards 1997 — премия Европейской киноакадемии (нем. Europäischer Filmpreis).

## Лауреаты и номинанты Премии Европейской киноакадемии 1997

### Лучший фильм
- Великобритания  Мужской стриптиз , режиссёр Питер Каттанео
- Франция Капитан Конан, режиссёр Бертран Тавернье
- Великобритания Английский пациент, режиссёр Энтони Мингелла
- Босния и Герцеговина Идеальный круг, режиссёр Адемир Кенович
- Франция Пятый элемент, режиссёр Люк Бессон
- Россия Вор, режиссёр Павел Чухрай

### Лучшая мужская роль
- Боб Хоскинс — 24:7
- Филипп Торретон — Капитан Конан
- Марио Адорф — Россини
- Ежи Штур — Любовные истории

### Лучшая женская роль
- Жюльет Бинош — Английский пациент
- Кэтрин Картлидж — Карьеристки
- Брижит Роюан — Послевкусие страсти
- Эмма Томпсон — Зимний гость

### Европейское открытие года
- Брюно Дюмон — Жизнь Иисуса

### Лучшая работа сценариста
- Крис Вандер Стаппен и Ален Берлинер — Моя жизнь в розовом цвете
- Андрей Курков — Приятель покойника
- Адемир Кенович и Абдула Сидран — Идеальный круг

### Лучшая операторская работа
- Джон Сил — Английский пациент
- Рон Фортунато — Не глотать
- Тибор Мате — Мальчики Витман

### Лучший документальный фильм
- Бельгия Gigi, Monica… et Bianca, режиссёры Бено Дерво, Жан-Пьер Дарденн и Люк Дарденн

### Приз Screen International Award
- Япония Фейерверк, режиссёр Такэси Китано
- США Все говорят, что я люблю тебя, режиссёр Вуди Аллен
- США Джерри Магуайер, режиссёр Кэмерон Кроу
- США Ромео + Джульетта, режиссёр Баз Лурман
- США Тусовщики, режиссёр Даг Лайман
- США Донни Браско, режиссёр Майк Ньюэлл

### Приз за выдающиеся достижения в мировом кино
- Милош Форман — Народ против Ларри Флинта

### Приз международной ассоциации кинокритиков (ФИПРЕССИ)
- Португалия Путешествие к началу мира, режиссёр Мануэл де Оливейра

### За творчество в целом
- Франция Жанна Моро

### Приз зрительских симпатий

#### Лучший фильм
- Великобритания Мужской стриптиз, режиссёр Питер Каттанео

#### Лучший актер
- Хавьер Бардем

#### Лучшая актриса
- Джоди Фостер